# Synagoga w Miejscu
Synagoga w Miejscu – synagoga znajdująca się w Miejscu przy ulicy Wojska Polskiego.
Synagoga została zbudowana w latach 1810 roku. Podczas II wojny światowej hitlerowcy zdewastowali wnętrze synagogi. Po zakończeniu wojny budynek przebudowano na salę gimnastyczną, a obecnie pełni funkcję magazynu.